# Höcking (Reisbach)
Höcking ist ein Gemeindeteil des Marktes Reisbach im niederbayerischen Landkreis Dingolfing-Landau (Bayern).

## Geographische Lage
Die Einöde Höcking befindet sich ungefähr 7 Kilometer südlich von Reisbach, etwa 550 Meter südöstlich von Erlach und etwa zwei Kilometer nordwestlich von Haberskirchen auf der Gemarkung Haberskirchen.

## Geschichte
Zum Stichtag 23. März 1913 (Osterfest) wurde Höcking als Teil der Pfarrei Failnbach mit einem Haus und 11 Einwohnern aufgeführt.
Bei der Volkszählung am 25. Mai 1989 wurden in Höckung ein Wohngebäude mit einer Wohnung und sieben Einwohnern festgestellt. Am 31. Dezember 1990 hatte Höcking 6 Einwohner und gehörte zur Pfarrei Failnbach.